# Aleksandr Gorelik

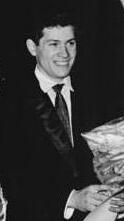

Aleksandr Yudaevich Gorelik (en ruso: Александр Юдаевич Горелик, 9 de agosto de 1945 - 27 de septiembre de 2012) fue un patinador sobre hielo soviético. Competía junto a su Tatiana Zhuk y fueron medallistas mundiales de bronce en 1965, y de plata en 1966 y 1968. Fue en el Campeonato Europeo de Patinaje Artístico donde ganó la medalla de bronce en 1965 y la de plata en 1966. La otra medalla mundial de plata la obtuvieron en los Juegos Olímpicos de Grenoble 1968.

## Vida personal y carrera
Al inicio de su carrera, Gorelik compitió junto a Tatiana Sharanova. Se colocaron séptimos en el Campeonato Europeo de 1964. Ellos fueron los primeros patinadores en el mundo con gran diferencia de estatura entre sí.
Su carrera competitiva terminó en 1969, cuando Zhuk quedó embarazada. Ella y su marido Albert Sesternéyov decidieron quedarse al cuidado del bebé y retirarse del patinaje competitivo. Gorelik no quería buscar una nueva socia y nuevamente empezar el patinaje. Después de intentar entrenar sin éxito a lado de Irina Rodnina, él también se retiró. Gorelik trabajó como comentarista de patinaje artístico en la radio y fue invitado a interpretar el papel principal (Sergei Berestov) en la película Goluboi led de 1969 sobre la figura del patinaje sobre hielo.
Actuó en circos de espectáculos sobre hielo con Tatiana Zhuk y más tarde trabajó como entrenador. Fue comentarista de patinaje artístico para Russia TV por un tiempo.